# San Tommaso ai Cenci

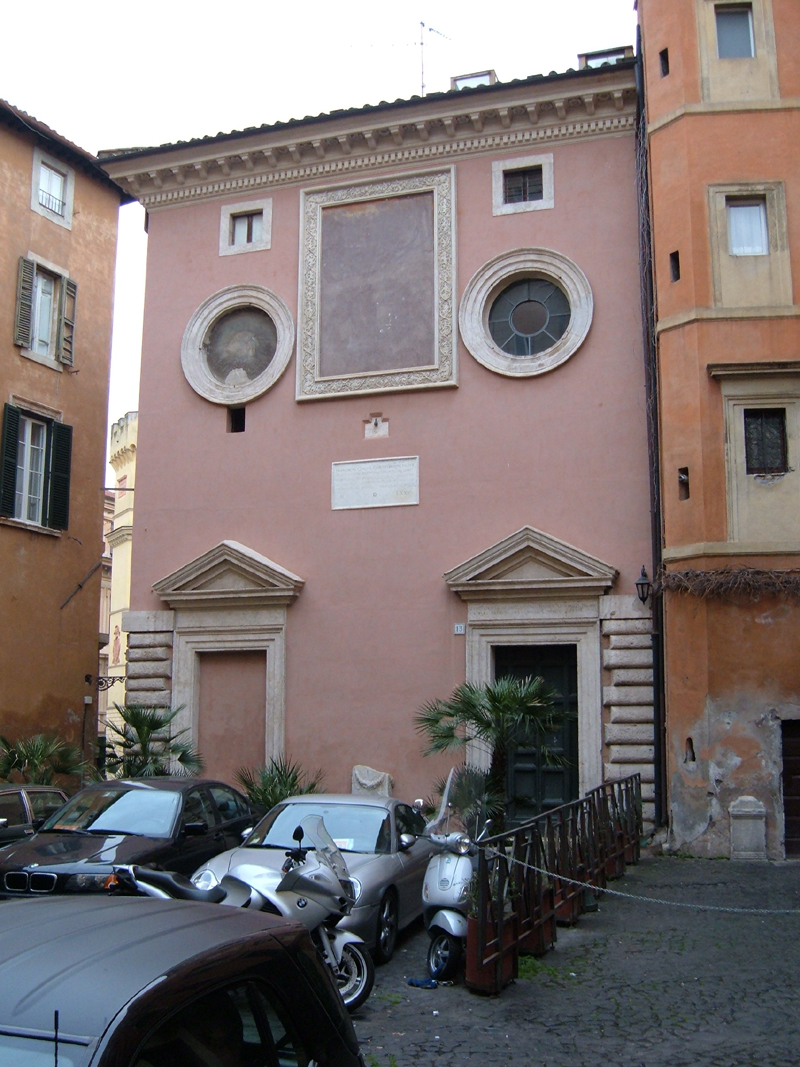
Fassade

San Tommaso ai Cenci ist eine Kirche, die sich im Stadtteil Regola von Rom, in Monte de’ Cenci, befindet; ein Seitenausgang führt zur Piazza delle Cinque Scole, im Stadtteil Sant’Angelo.

## In Monte de’ Cenci
Diese Kirche ist in den Palazzo Cenci in der Nähe des Tiberufers integriert, wo sich im Mittelalter die Mole befand, von der sie den Titel in capite molarum (an der Spitze der Mole) erhielt. Sie trug auch den Namen San Tommaso Fraternitatis, weil sie eine Zeit lang Sitz der Romana Fraternitas war, einer der wichtigsten und ältesten römischen Vereinigungen. Ab dem 15. Jahrhundert erhielt der angrenzende Palazzo dei Cenci seinen heutigen Namen; Piranesis These, dass der Komplex das Theater des Balbus überlagert, wird nicht von allen Gelehrten geteilt.
In den Aufzeichnungen über den Besuch unter Alexander VII. findet sich folgender Bericht:

„Diese Kirche, die früher unter dem Namen De capite molarum, nunc de Cenciis bekannt war, befindet sich in Regola am Ort Namens Monte Cenci und ist eine Filiale von San Lorenzo in Damaso. Sie enthält ein Bild von Salvator und des hl. Thomas wie er die Wunden berührt. Auf der rechten Seite befindet sich eine Kapelle mit Gemälden des hl. Franziskus, die von Cristoforo Cenci gestiftet worden sein soll und sich heute im Besitz von Felice und Cristoforo Cenci, den Erben des ersteren, befinden. Es gibt eine Kapelle oder einen Altar, der der hl. Maria della Sbarra geweiht ist und sich heute im Besitz von D. Giulio de Cenci befindet, einem Konsistorialanwalt, der ein Einkommen von etwa 100 Scudi hat. Es gibt eine Begräbnisstätte für Kinder, eine für Männer und eine für Frauen. Sie hat nur ein einziges Schiff. Mit der ersten und zweiten Vesper wird das Fest des Heiligen Thomas gefeiert. Es gibt keine Taufkapelle, denn sie werden in San Lorenzo in Damaso getauft. An der Tür befindet sich eine Inschrift, die daran erinnert, dass die Kirche unter dem Patronat der Familie Cenci steht. Sie hat ein festes Einkommen von 250 sc. Im Jahr 1554 erhielt Rocco Cenci von Julius III. das Patronat über die Kirche... 1559 bestätigte Pius IV. mit der Bulle Ratione congruit die oben genannte Konzession, die von den Bischöfen von Tivoli vollzogen wurde... In der Kirche befinden sich 3 Altäre unter der Anbetung des hl. Thomas, links der des hl. Kreuzes oder hl. Katharina ohne Mitgift, und ein anderer unter der Anbetung der Geburt Christi. Die Gemeinde hat etwa 25 Häuser. Der Glockenturm hat zwei Glocken.“

Zwischen den beiden Portalen der Fassade befindet sich die römische Grabinschrift des Marcus Cincius Theophilus, die aufgrund der Ähnlichkeit mit seinem Namen von der Familie Cenci hier eingemauert wurde.

## Innen
Der Innenraum hat einen rechteckigen Grundriss; der Hauptaltar enthält einen Tondo aus Murra Turchina, einer sehr seltenen Marmorsorte, die als einzige in Rom bekannt ist; in der ersten Kapelle auf der linken Seite sind die Geschichten der Jungfrau von Sermoneta (1585) zu sehen.
Heute gehört die Kirche der Confraternita dei Vetturini, die dort jedes Jahr am 11. September eine Messe zum Gedenken an die Folter von Beatrice und Giacomo Cenci feiert.